# États de l'Empire allemand
Vingt-cinq États souverains fondèrent en 1871 l’Empire allemand, État fédéral comprenant en outre un Reischsland (« territoire d'Empire »), l'Alsace-Lorraine, et un empire colonial allemand. La plupart de ces États souverains étaient auparavant membres de la confédération de l'Allemagne du Nord.

Les États de l'Empire allemand.

## Royaumes
- Royaume de Bavière
- Royaume de Prusse
- Royaume de Saxe
- Royaume de Wurtemberg

## Grands-duchés
- Grand-duché de Bade
- Grand-duché de Hesse
- Grand-duché de Mecklembourg-Schwerin
- Grand-duché de Mecklembourg-Strelitz
- Grand-duché d'Oldenbourg
- Grand-duché de Saxe-Weimar-Eisenach

## Duchés
- Duché d'Anhalt
- Duché de Brunswick
- Duché de Saxe-Altenbourg
- Duché de Saxe-Cobourg et Gotha
- Duché de Saxe-Meiningen

## Principautés
- Principauté de Lippe
- Principauté de Reuss branche aînée
- Principauté Reuss branche cadette
- Principauté de Schaumbourg-Lippe
- Principauté de Schwarzbourg-Rudolstadt
- Principauté de Schwarzbourg-Sondershausen
- Principauté de Waldeck-Pyrmont

## Villes libres et hanséatiques
- Ville libre de Brême
- Ville libre de Hambourg
- Ville libre de Lübeck

## Territoire d'Empire
- Reichsland Alsace-Lorraine jusqu'en 1911, puis Land allemand jusqu'en 1918

## Colonies
Empire colonial allemand : 
- le Sud-Ouest africain allemand
- le Kamerun
- le Togoland
- l'Afrique orientale allemande
- la ville de Qingdao en Chine
- une partie de la Nouvelle-Guinée, ainsi que de nombreuses îles du Pacifique